# Dentiraja lemprieri
Dentiraja lemprieri és una espècie de peix de la família dels raids i de l'ordre dels raïformes.

## Alimentació
Menja principalment crancs i llagostes, i, secundàriament, polps i peixos bentònics.

## Distribució geogràfica
Es troba a l'oceà Índic oriental i el Pacífic occidental central: és un endemisme d'Austràlia (des de Jervis Bay -Nova Gal·les del Sud- fins a Beachport -Austràlia Meridional-, incloent-hi Tasmània).